# Garten des bescheidenen Beamten

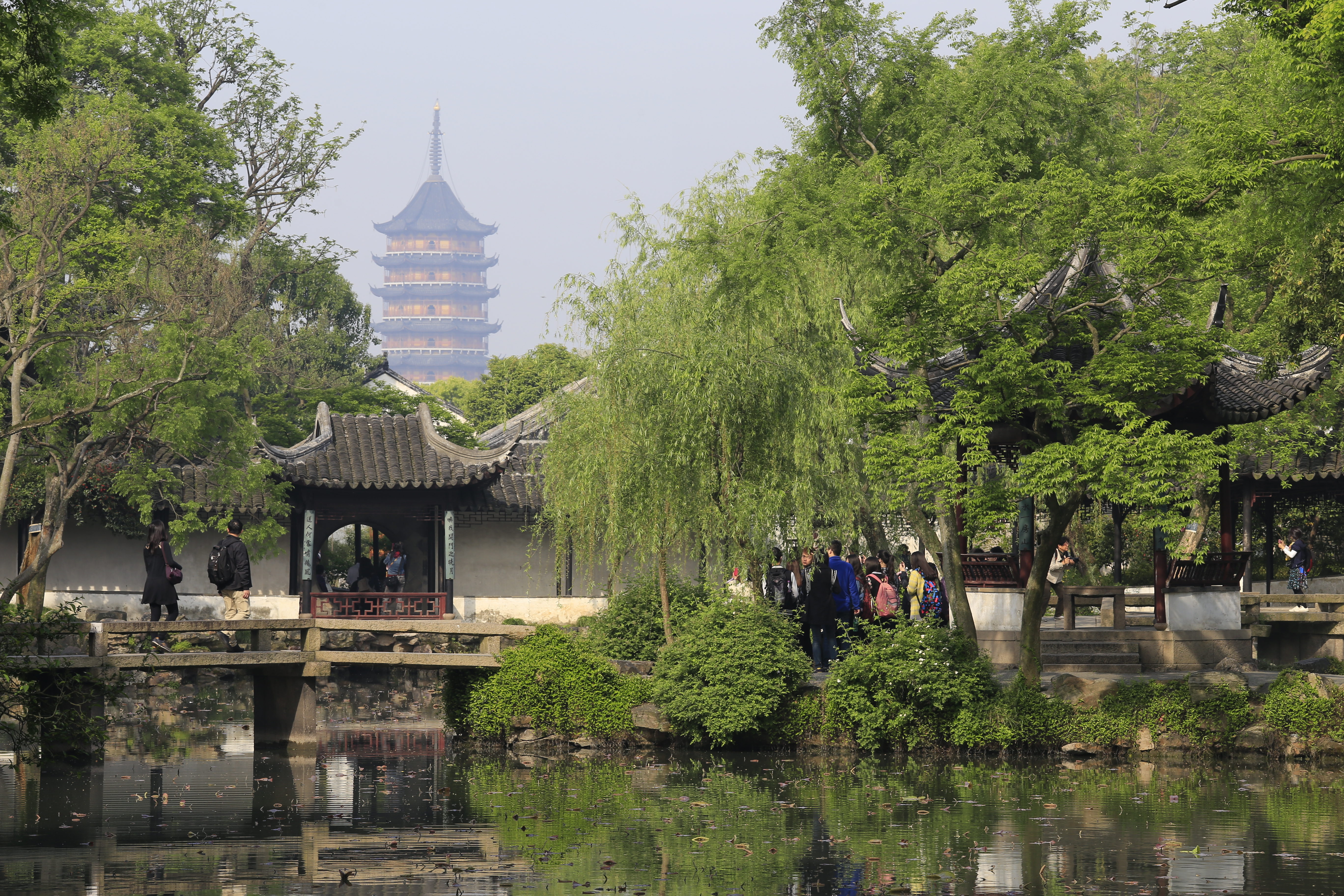
Blick über den Garten des bescheidenen Beamten Richtung Westen, im Hintergrund die Nordtempel-Pagode

Der Garten des bescheidenen Beamten, Garten der bescheidenen Amtsperson oder Garten des erfolglosen Politikers (chinesisch 拙政园 / 拙政園, Pinyin Zhuōzhèng yuán) ist einer der klassischen Gärten in der ostchinesischen Stadt Suzhou. Er befindet sich im Nordosten des historischen Stadtviertels im Stadtbezirk Gusu. Er wurde in der Ming-Dynastie angelegt und seitdem von verschiedenen Eigentümern immer wieder verändert. Heute enthält er 32 Pavillons und andere architektonische Objekte, von denen nur wenige etwas mit dem Original der Ming-Dynastie gemein haben. Gleichwohl gilt er als besterhaltener Garten aus der Ming-Zeit. Der Garten des bescheidenen Beamten ist einer der vier Gärten, die im Jahr 1997 als Stätte Klassische Gärten von Suzhou in die Liste des UNESCO-Welterbes eingetragen wurden. Bereits im Jahre 1961 wurde er zum Denkmal der Volksrepublik China erklärt. Zusammen mit dem Pekinger Sommerpalast, dem Sommerpalast von Chengde und dem Garten des Verweilens zählt er zu den vier bedeutendsten Gärten Chinas.

## Geschichte
Der Garten des bescheidenen Beamten wurde zwischen 1509 und 1513 von Wang Xianchen angelegt, das genaue Jahr ist nicht bekannt und die Eingrenzung geht aus den Aufzeichnungen von Wang und dem Gelehrten Wen Zhengming hervor. Wang war ein Beamter in der kaiserlichen Geheimpolizei gewesen und wurde aufgrund von Konflikten mit dem Militär zwei Mal strafversetzt. Nachdem im Jahre 1510 sein Vater verstorben war, entschloss er sich, in seiner Heimatstadt das Leben eines Landbesitzers zu führen. Er kaufte das Gebiet des Dahong-Tempels, der bei der Eroberung Suzhous durch die Ming-Truppen abgebrannt war. Die Aufzeichnungen von Wen Zhengming berichten, dass der Ort des heutigen Gartens in der Tang-Dynastie das Anwesen des Dichters Lu Guimeng war.
Der Name „Garten des bescheidenen Beamten“ taucht auf Dokumenten aus dem Jahr 1517 erstmals auf. Wang hatte den Namen nach einem Reim des Gelehrten Pan Yue aus der Westlichen Jin-Dynastie gewählt. Pan hatte sich aus dem politischen Leben zurückgezogen, um auf einem Landgut Wohnungen zu bauen, Bäume zu pflanzen, einen Garten zu bewässern und Gemüse zu verkaufen. In seinem Prosagedicht „In Muße leben“ (闲居赋) schrieb er, dass dies die Regierungsführung der bescheidenen (oder erfolglosen) Menschen sei.

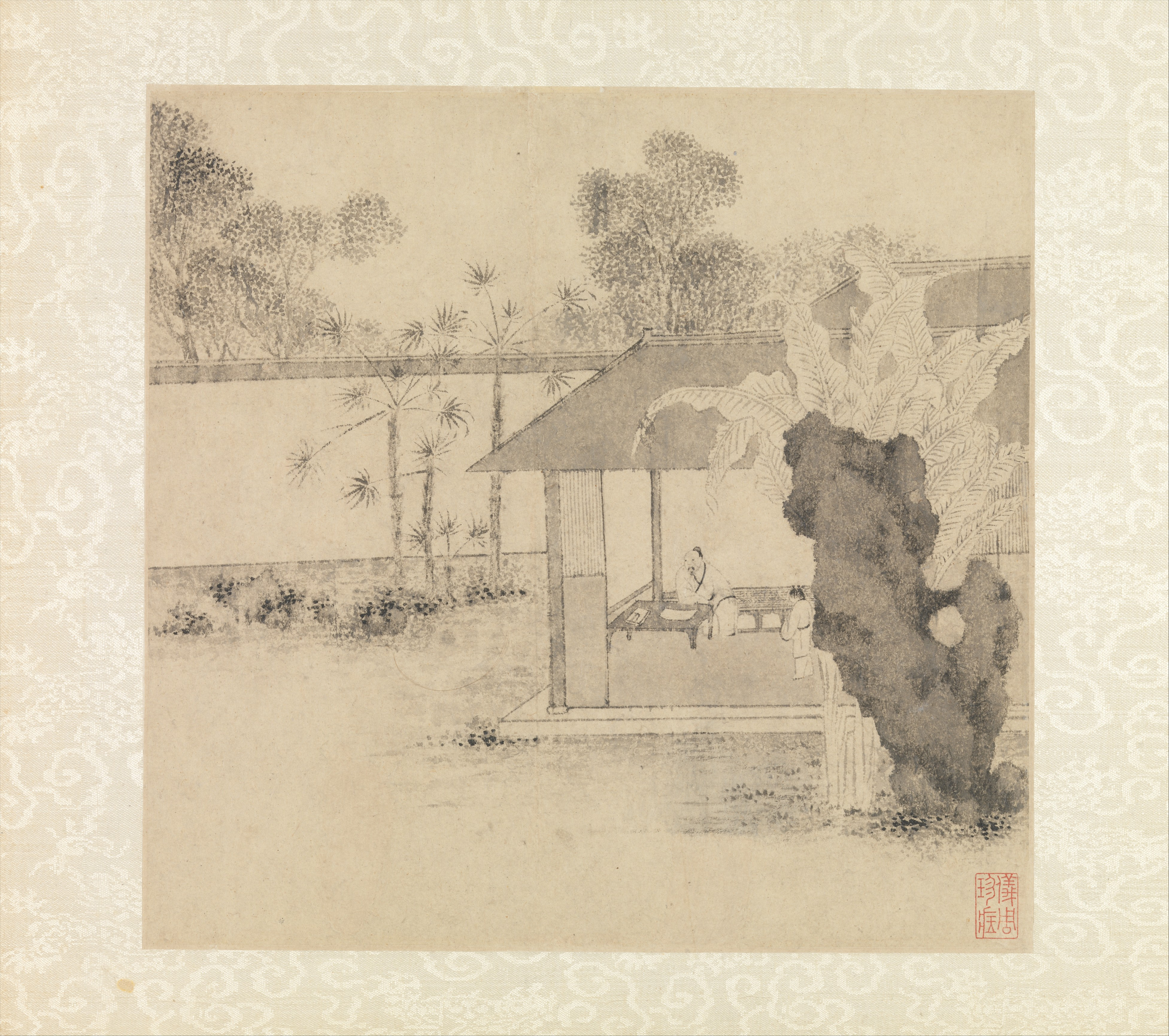
Darstellung des Gartens von Wen Zhengming aus dem Jahre 1551

Der bedeutende Maler Wen Zhengming malte 31 Darstellungen des Gartens unter dem Titel Bilder des Gartens des bescheidenen Beamten, darüber hinaus zahlreiche Gedichte und Kalligraphien, er pflanzte auch selbst einen Chinesischen Blauregen. Die Aufzeichnungen von Wen Zhengming berichten, dass der Ort des heutigen Gartens in der Tang-Dynastie das Anwesen des Dichters Lu Guimeng war. Es hatte, wenngleich es sich in der Stadt befand, das Flair von Abgeschiedenheit im Wald.
Aus den Aufzeichnungen Wens aus dem Jahre 1533 geht hervor, dass der Garten mit mehreren Hundert Umen, mehreren Hundert Apfelbäumen (Malus asiatica), mehrere Dutzend Pfirsiche, Orangenbäume und „viele“ Nadelbäume, Schnurbäume, Zypressen und Ulmen bepflanzt war. Nur an einem Ort im Garten, nahe der Halle der vielen Düfte, wurden Ziergehölze wie Pfingstrosen und Duftblüten gesetzt. Dies war für damalige Verhältnisse nicht untypisch: die Städte der Ming-Dynastie waren von Obst- und Gemüsegärten umgeben, wobei der Garten Wangs besonders groß war. Typischerweise wurden in derartigen Gärten Cash Crops gepflanzt, die sehr hohen Gewinn versprachen. Zitrusfrüchte wurden im damaligen China weithin gehandelt, ihre Gewinnträchtigkeit war sagenumwoben. Die asiatischen Äpfel wurden nicht roh gegessen, sondern getrocknet und gemahlen, kandiert oder eingelegt, darüber hinaus wurden sie in der Färberei von Textilien verwendet. Die Ume war vor der Einführung von Kulturpflanzen aus Amerika das wichtigste Gewürz, um Hauptnahrungsmittel wie Reis, Hirse oder gedämpfte Brote schmackhaft zu machen. Aus Pfirsichen stellte man Pfirsichessig, ein Luxusprodukt, her. Ulmen wurden nach 10 Jahren gefällt, das Holz wurde in die Städte verkauft. Es ist auch möglich, dass Wang in seinem Garten Fischzucht betrieb. Dies war im China des 16. Jahrhunderts die gewinnträchtigste Form der Landwirtschaft, wobei das Wasser der Teiche regelmäßig abgelassen wurde, um die Fische zu fangen. Die Hydraulik der Teiche im Garten des bescheidenen Beamten hat diese Möglichkeit. Jedenfalls war der Bau des Gartens für Wang Xianchen eine riesige Investition und eine sichere Vermögensanlage. Handel und Geldverleih waren zwar profitabler, gleichzeitig jedoch schlecht angesehen. Der Besitz von Ländereien für den Reis- oder Gemüseanbau wurde hingegen hoch besteuert.
Ab 1550 kamen Felsen aus dem Tai-See in Mode. Je größer, zerlöcherter und zerklüfteter sie waren, umso wertvoller waren sie, entsprechend wurden sie um schwindelerregende Summen gehandelt. Da die Aufzeichnungen von Wen Zhengming keine derartigen Felsen erkennen lassen, müssen sich spätere Eigentümer des Gartens – wahrscheinlich vor allem Wang Xinyi – derartige Felsen beschafft haben. Von kulturell konservativen Beobachtern wurde diese Mode verflucht; heute gehören künstliche Kalksteinfelsen nicht nur zum Garten des bescheidenen Beamten, sondern in allen Gärten Suzhous zum Panorama. Etwa zur gleichen Zeit kamen auch Bonsais in Mode, auch hier wurden die besonderen Exemplare zu sehr hohen Preisen ver- und gekauft. Während gegen Ende der Ming-Dynastie auch weniger begüterte Haushalte Ziergärten anlegten und Obstbäume durch aus Südostasien importierte Sträucher ohne ökonomischen Nutzen ersetzten, verfiel der Garten des bescheidenen Beamten. Zwischen 1631 und 1633 wurde der Ostteil des Gartens abgetrennt und es entstand daraus ein eigener Garten namens Garten zur Rückkehr auf die Felder, in dem vor allem Pfirsiche, Pflaumen und Mumen gepflanzt wurden.
Während der Qing-Dynastie wurde der Garten unter Kaiser Qianlong aufwändig restauriert und bekam den Namen Fu-Garten (复园,  Fùyuán). Gegen Ende der Qing-Dynastie kaufte der wohlhabende Händler Zhang Lüqian den Garten und nannte ihn in Garten der Zhang-Familie um. Bei der Errichtung der Volksrepublik China im Jahre 1949 war der Garten weitgehend zerstört. Er wurde in etwa in den Ausmaßen aus der Ming-Dynastie wiedererrichtet und für den Publikumsverkehr geöffnet.

## Beschreibung des Gartens
Mit 78 Mu (5,2 Hektar) ist der Garten des bescheidenen Beamten der größte der klassischen Gärten von Suzhou. Er besteht aus drei klar abgeteilten Bereichen, dem Ost-, Mittel- und Westbereich, wobei der mittlere Bereich der heute der ursprünglichen Anlage aus der Ming-Dynastie am nächsten kommt. Der Garten hat heute jedoch mehr Bauwerke als in der Ming-Dynastie.
Er ist so bepflanzt, dass er in allen Jahreszeiten attraktiv ist. Im Winter blühen die Pflaumenbäume, vor allem nahe dem Pavillon von duftendem Schnee und farbigen Wolken, während Nadelbäume und Bambus grün bleiben und der Kälte trotzen. Im Frühling blühen die Zieräpfel, während im Sommer die Früchte der Loquat-Bäume golden leuchten. Im Herbst verströmen die Chinesischen Reis-Blumen ihren Duft.

### Mittlerer Bereich

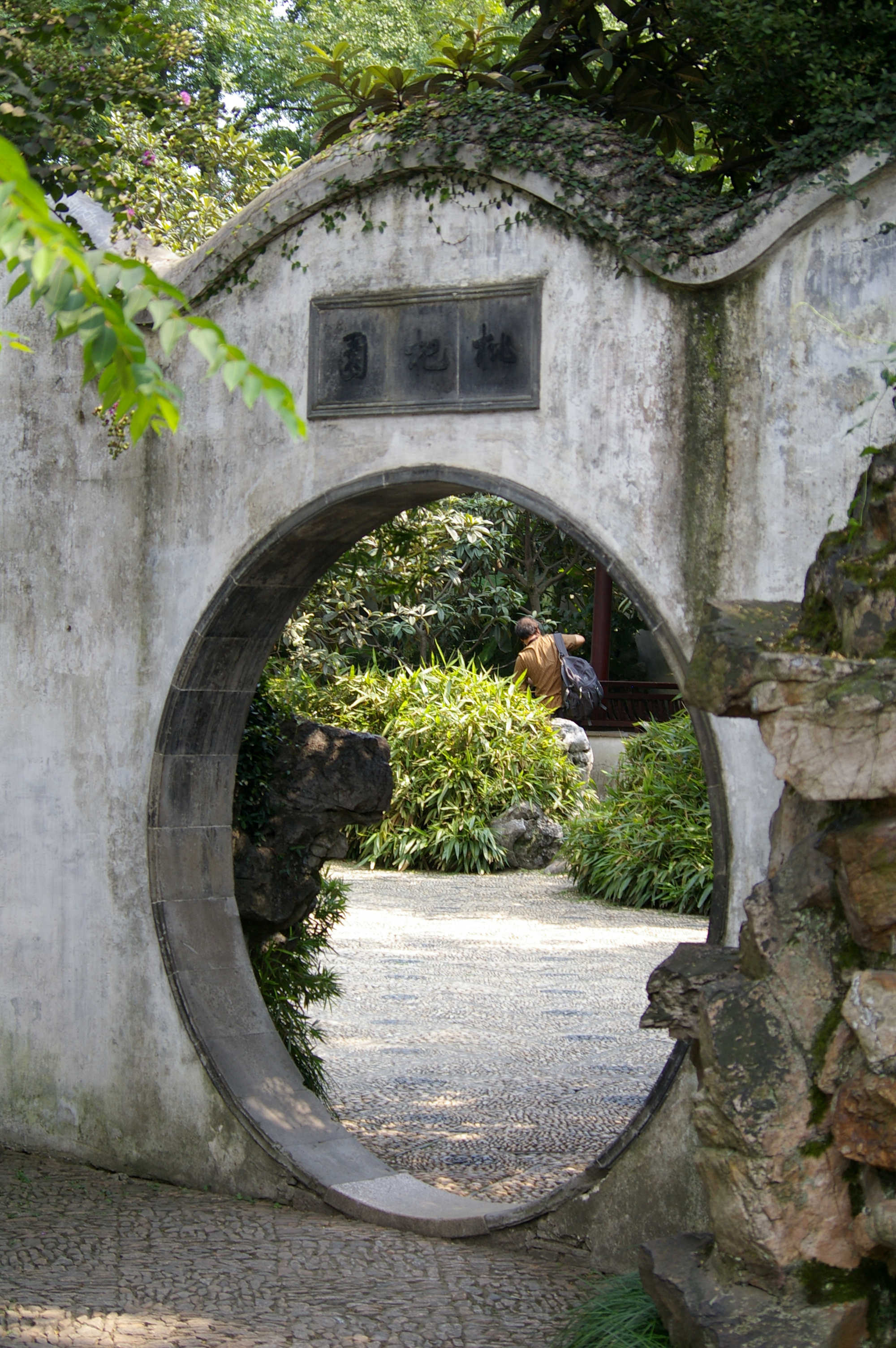
Mondtor zwischen Loquat-Hof und Garten

Der traditionelle Eingangsbereich befindet sich auf der Südseite des Mittelbereiches. Er wird gegen die Straße von einer der größten und elegantesten Schirmmauern Suzhous abgegrenzt. Im Eingangsbereich selbst wächst eine alte Wisteria, die der Maler Wen Zhengming für seinen Freund Wang Xiachen pflanzte. Die Innenhöfe der sich daran anschließenden Gebäude haben aufgeständerte Gehwege, damit man im zu starken Regenfällen neigenden Klima Suzhous keine nassen Füße bekommt. Hier stehen Bäume, die die vier Jahreszeiten symbolisieren: Magnolien für den Frühling, Obstbäume wie Birnen und Pfirsiche für den Sommer, Bäume mit schöner Färbung des Laubes im Herbst und Nadelbäume für den Winter. Heute befindet sich hier das Gartenmuseum und durch diesen früheren Eingangsbereich verlassen Besucher heutzutage den Garten.
An der Nordseite dieses Komplexes schließt sich der Loquat-Hof (枇杷园,  Pípa yuán) an. Es handelt sich hierbei um einen kleinen Garten mit zwei Pavillons: einen auf der Ostseite und einen auf einem Hügel auf der Nordseite. Die Pflasterung mit Muster von gebrochenem Eis gilt als eine der besten in Suzhou, wobei sich das Muster an den Fenstern wiederholt. Nordwestlich des Loquat-Hofes befindet sich ein Mondtor, das in die Gartenanlage führt.

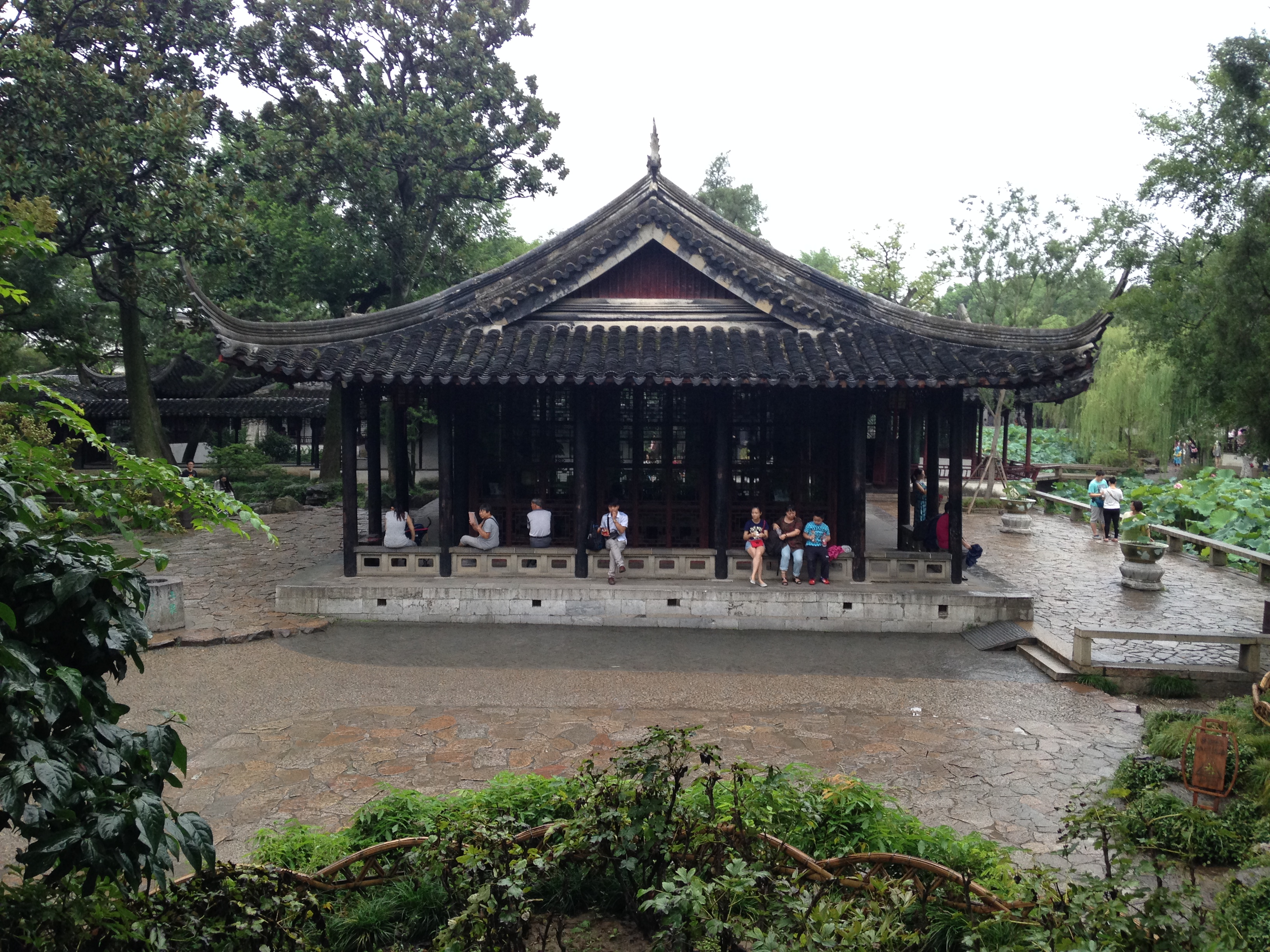
Halle des weitreichenden Duftes

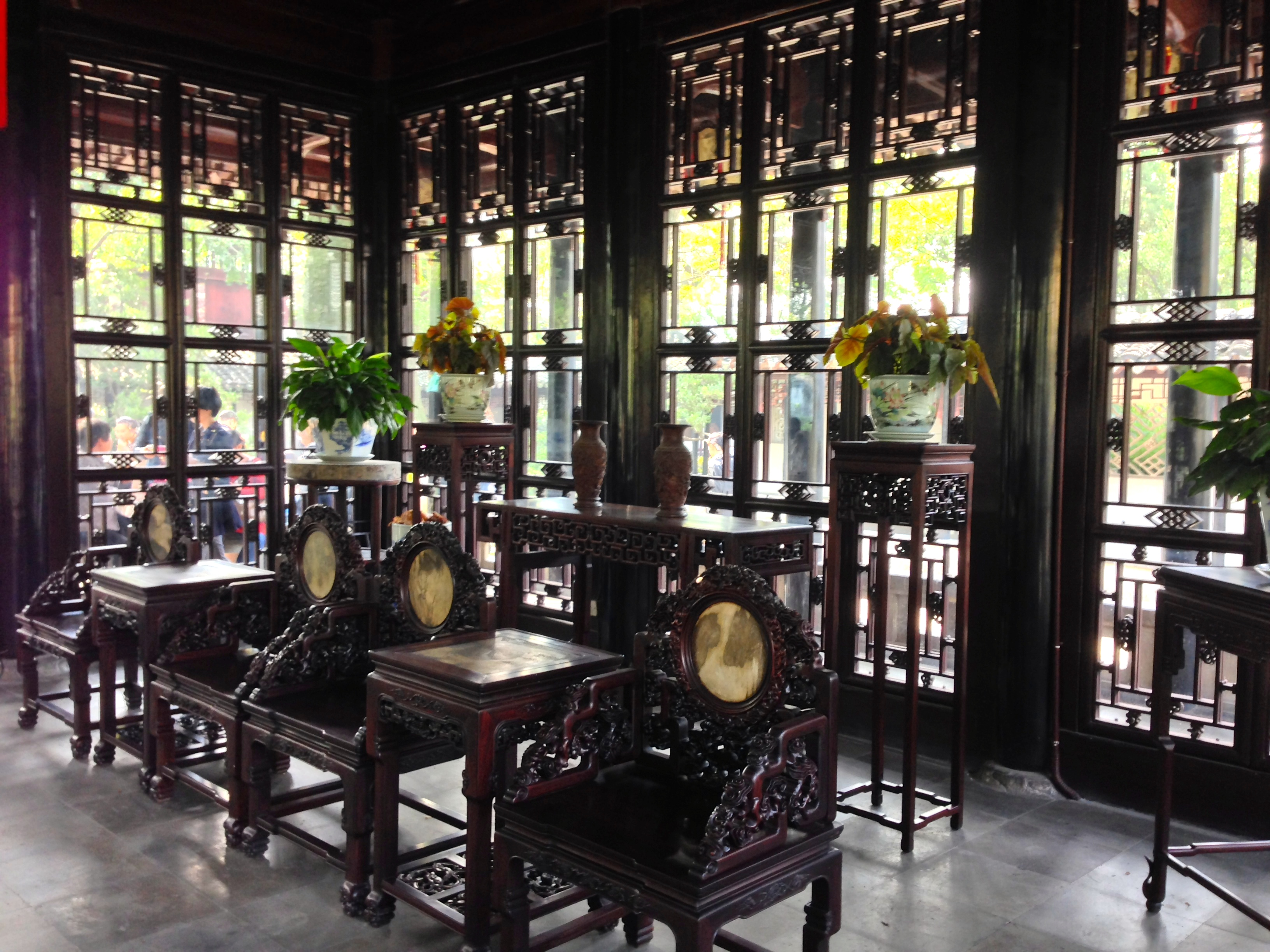
In der Halle des weitreichenden Duftes

Der Garten ist so aufgebaut, dass der Blick des Besuchers, der ihn durch das runde Tor des Loquat-Hofes betritt, über einen zentralen Teich schweift, an dem sich ein Panorama aus künstlichen Bergen und Felsen erhebt. Die unmittelbar westlich des Mondtores stehende Halle des weitreichenden Duftes (远香堂,  Yuǎnxiāng Táng) gilt als das zentrale Gebäude des Gartens und als Meisterwerk der auf allen Seiten verglasten Pavillons. Die Fenster bieten Blicke auf den Garten wie an der Wand hängende Bildrollen. Der Name dieses Bauwerks leitet sich vom Gedicht Warum ich Lotosblumen liebe (爱莲说,  Àilián shuō) des Philosophen Zhou Dunyi ab, der während der Song-Dynastie formulierte, dass der aus dem Teichschlamm wachsende Lotos der Nachweis dafür sei, dass auch aus Schmutz Schönheit und Ehrhaftigkeit entstehen kann. Vor der breiten Terrasse, die sich an die Halle des weitreichenden Duftes anschließt, wachsen im Sommer zahlreiche Lotosblumen und Iris.

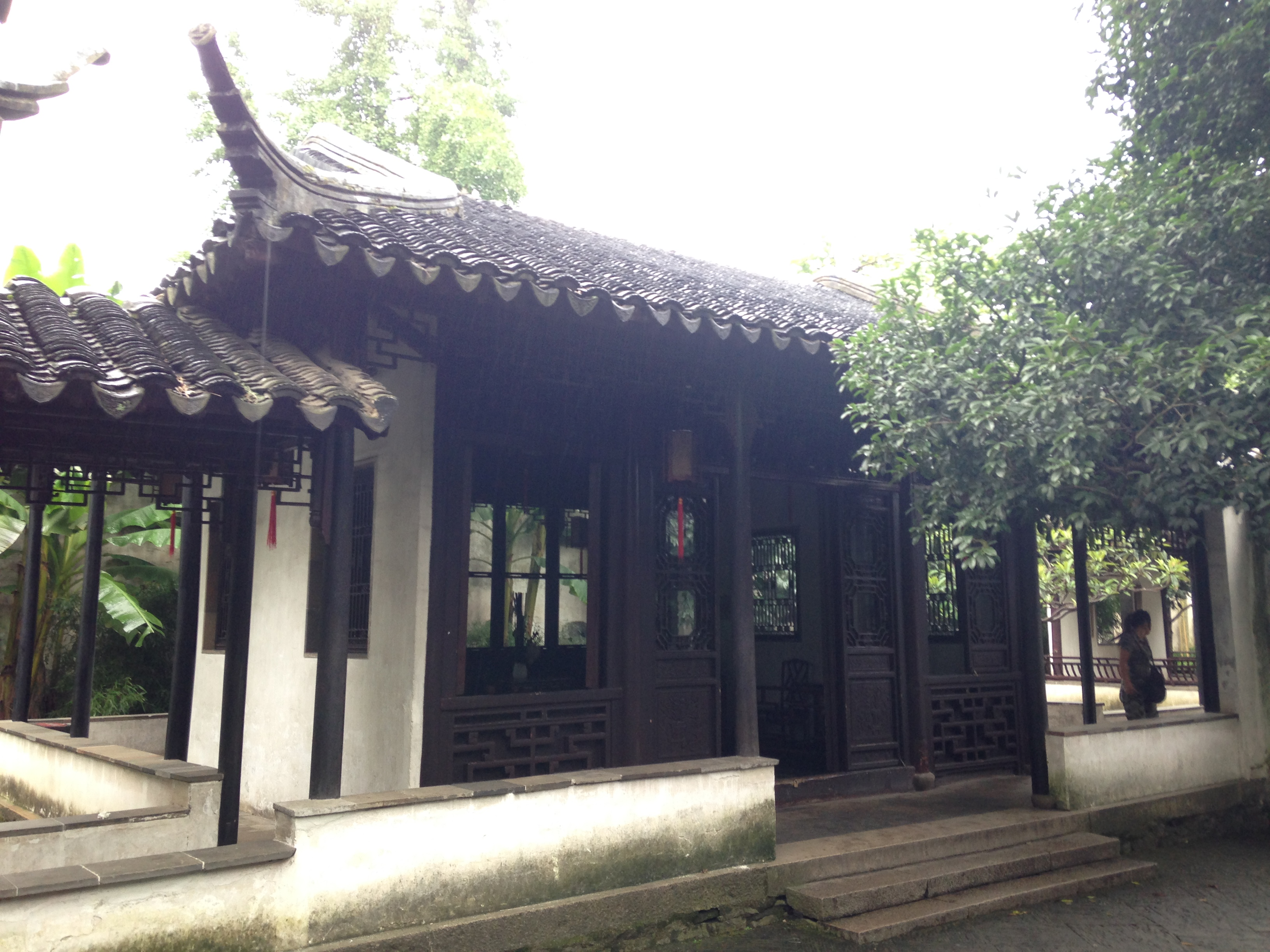
Pavillon zum Hören des Regens

Östlich hiervon thront der Xiuqi-Pavillon (绣绮亭,  Xiùqǐ Tíng) auf einem Hügel, weiter östlich befindet sich ein Arrangement von Gebäuden, zu denen die Halle der vollendeten Eleganz (玲珑馆,  Línglóng Guǎn) und der Pavillon zum Hören des Regens (听雨轩,  Tīngyǔ Xuān) zählen. Von der Ostseite des Teiches, beim Rückzugsort unter Firmiana und Bambus (梧竹幽居,  Wúzhú Yōujū), ergibt sich ein Blick über den Teich und den Garten bis zur außerhalb des Gartens stehenden Nordtempel-Pagode. Auf den Inseln des Teiches befindet sich eine begehbare Felsen- und Berglandschaft, die viele verschiedene Perspektiven auf den Garten und seine Gebäude bietet. Auf den Inseln, die sich im Sommer aus einer Landschaft von Lotosblumen erheben, wachsen Ahorn, Kiefern, Weiden und Mandarinen. Auf der westlichen der beiden Inseln befindet sich der Pavillon von duftendem Schnee und farbigen Wolken (雪香云蔚亭,  Xuěxiāng Yúnwèi Tíng). Unterhalb davon befindet sich, durch zwei Brücken mit dem Festland verbunden, der Pavillon mit Lotos und Wind von allen vier Seiten (荷风四面亭,  Héfēng Sìmiàn Tíng). Die Brücken dienen nicht nur als Gehwege, sondern sie lockern auch die Szenerie auf. Nordwestlich der beiden Inseln befindet sich der ins Wasser gebaute Turm, um den Berg zu sehen (见山阁,  Jiànshān Gé).

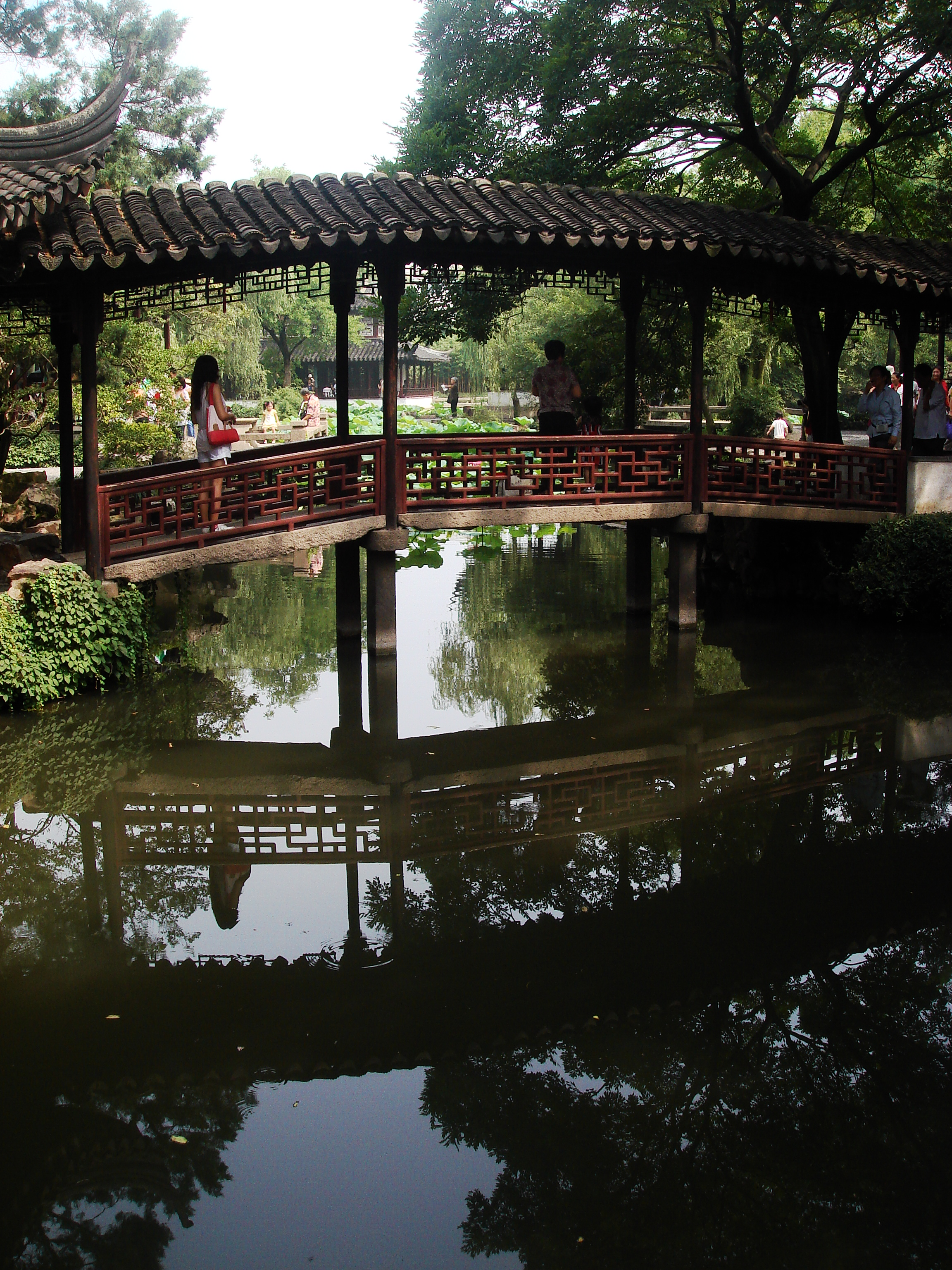
Kleiner fliegender Regenbogen

Auf der Südseite des Teiches befindet sich auch der Pavillon der Azurblauen Welle (小沧浪,  Xiǎo Cānglàng), der nach dem Garten der Azurblauen Welle benannt ist – dieser existierte bereits, als man mit dem Bau des Gartens des bescheidenen Beamten begann. In unmittelbarer Nähe dazu befindet sich die Brücke Kleiner fliegender Regenbogen (小飞虹,  Xiǎo fēihóng), eine der wenigen Holzbrücken in den Gärten von Suzhou, die die Wasserfläche des Teiches in eleganter Art und Weise überspannt und die Szenerie der eher ruhigen, aber dicht verbauten Ecke des Gartens, in der sie sich befindet, belebt. Hier befinden sich auch die Magnolienhalle (玉兰堂,  Yùlán Táng) und der Pavillon zum Erreichen der Wahrhaftigkeit (得真亭,  Dézhēn Tíng). An der Nordseite dieses Komplexes ankert ein Marmorschiff an der Duftenden Insel (香洲,  Xiāng Zhōu).
Nordwestlich des Teiches befindet sich ein Komplex aus kleinen Gebäuden, Gängen, Wänden und Säulen, durch die der Besucher spazieren kann und die an jeder Windung neue und andere Perspektiven freigeben. In der Nähe dieses Komplexes befindet sich auch das Tor, durch das man in den Westbereich des Gartens gelangt.

### Westlicher Bereich

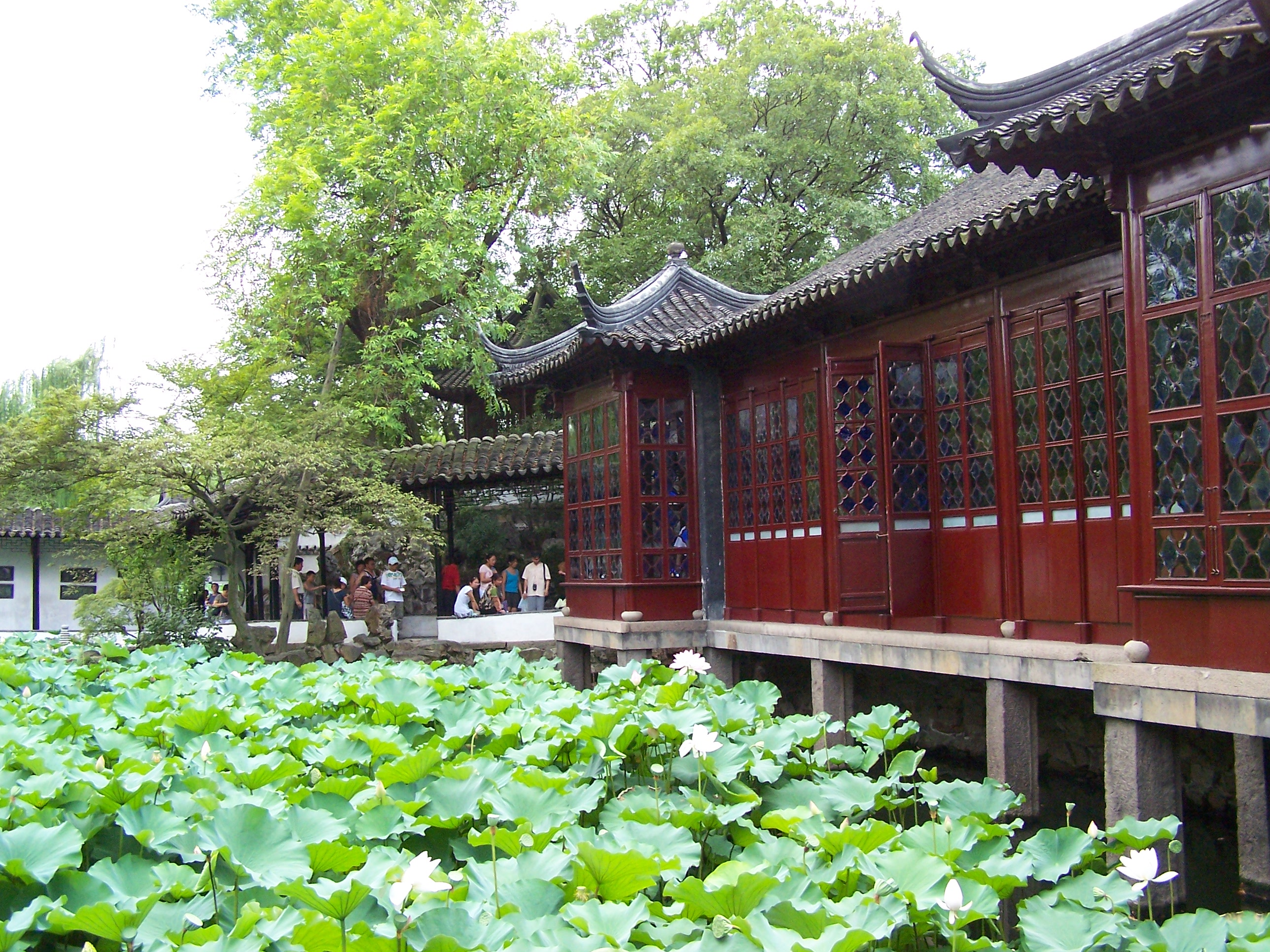
Halle der 36 Mandarinenten

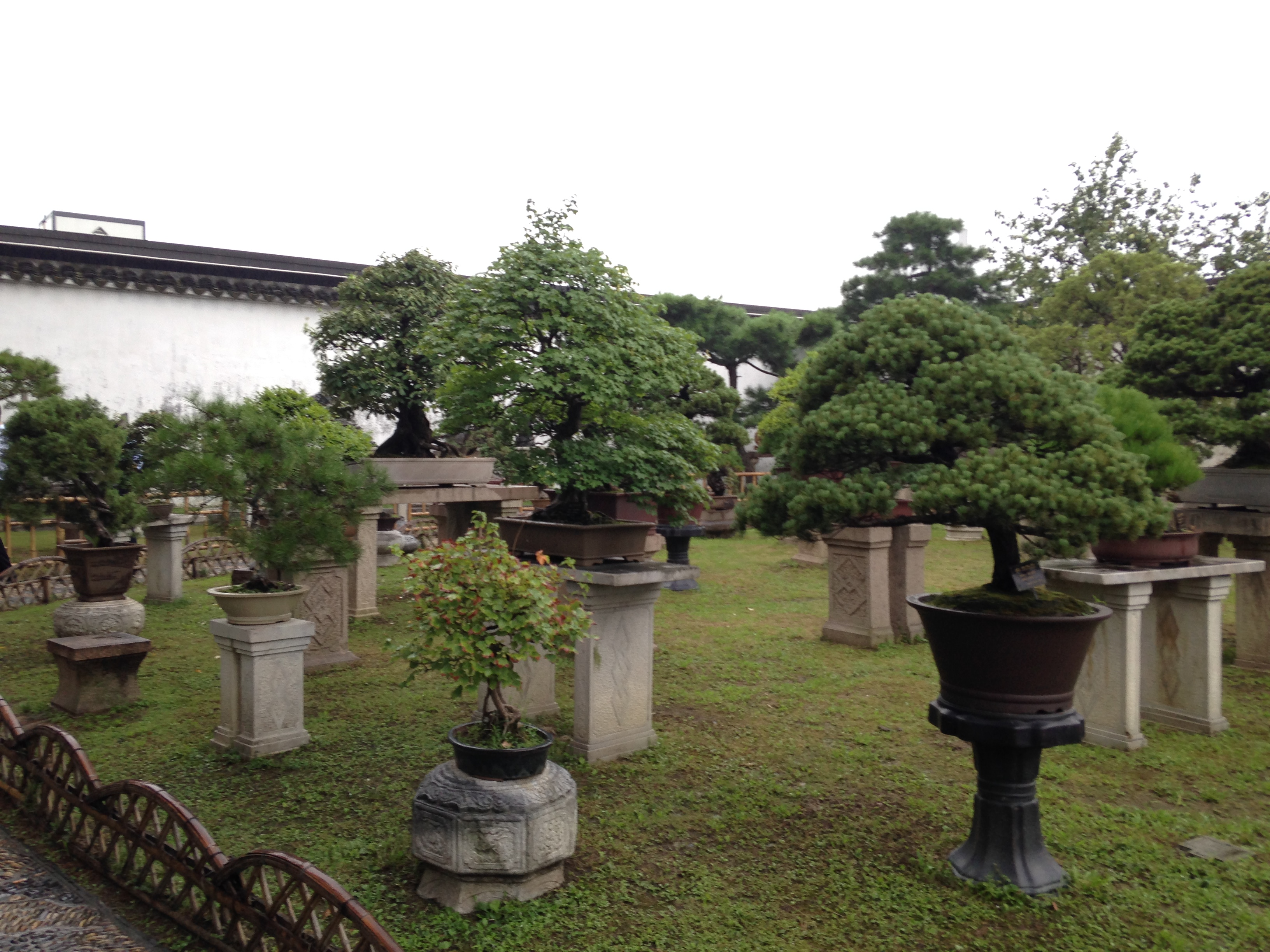
Bonsaigarten

Im westlichen Teil des Gartens gibt es ebenfalls einen Teich, der in Nord-Süd-Richtung gestreckt ist. An dessen Nordseite steht der zweistöckige Turm der Wasserspiegelung (倒影楼,  Dǎoyǐng Lóu), dessen exquisit gefertigte Fenster Blicke auf die Wasserfläche freigeben. Auf dem gegenüberliegenden Ufer wird die Halle der 36 Mandarinenten (卅六鸳鸯馆,  Sàliù yuānyāng guǎn) am westlichen Teichufer von Paaren aus runden und eckigen Säulen getragen. Der Name dieses Gebäudes spielt auf die lebenslange Beziehung an, die die Mandarinenten eingehen. Am westlichen Ufer, verbunden mit der Halle der 36 Mandarinenten durch eine Brücke, befindet sich das Haus zum Verweilen und Lauschen (留听阁,  Liútīng Gé), dessen Architektur einem Schiffsrumpf ähnelt. Der Gartenabschnitt südlich dieser Gebäude ist dicht bepflanzt, der Teich verengt sich hier auf eine Weise, dass der Eindruck entsteht, hier befinde sich der Zulauf des Teiches aus einer Felsenquelle.
Südlich des Tores zwischen Mittel- und Westbereich befinden sich zwei Pavillons auf einem Felsen (宜两亭,  Yíliáng Tíng), von wo aus man in den mittleren Bereich des Gartens blicken kann. Unterhalb dieser Felsen befinden sich ein gewundenes Bächlein und ein Stein in Pagodenform. Der Pavillon unmittelbar daneben hat einen fächerförmigen Grundriss und fächerförmige Fenster. Wiederum daneben befindet sich ein besonders eleganter Komplex aus Gängen und Räumen, die sich zu einem stilisierten Bootsanlegeplatz winden.
Der Westbereich des Gartens beherbergt auf einem großen ebenen, vom Rest des Gartens durch eine Mauer abgetrennten Gelände eine Sammlung von etwa 700 Bonsai-Töpfen im Suzhou-Stil.

### Östlicher Bereich
Der östliche, lange vom Gartenkomplex abgetrennte Bereich hat – für einen chinesischen Garten ungewöhnlich – größere flache Rasenflächen und stilisierte Gemüsebeete aus Blumen: Der Ostbereich war ab der späteren Ming-Dynastie unter dem Namen Garten zur Rückkehr auf die Felder (归田园居,  Guītián Yuánjū) ein eigenständiger Garten. Hier gibt es inmitten eines Teiches einen relativ hohen Erdhügel und riesige Bäume. Trotz seiner Ausdehnungen enthält dieser Bereich nur zwei große und zwei kleine Pavillons. Am Südostende dieses Bereiches befindet sich heute der Eingang für Besucher.